# Лапшакова, Софья Алексеевна
Лапшако́ва Со́фья Алексе́евна (также известна как Соня Лапшакова; род. 15 июня 2001) — российская певица и ведущая. Участница Детской Новой волны 2011, а с 2012 по 2015 год — одна из ведущих конкурса. В 2013 году вышел её дебютный диск «Мне бы петь».

## Биография

### 2001—2008: Раннее детство
Софья Алексеевна Лапшакова родилась 15 июня 2001 года. В возрасте 5 лет Соня записала свою первую студийную песню «Машкина Игра». В 2007 году начала свое обучение в детском музыкальном театре «Домисолька», который посещала на протяжении двух лет. Приблизительно в это же время поступила в музыкальную школу по классу «фортепиано».

### 2009—2012: Начало карьеры
В 2009 году Соня вступила в детское творческое движение Республика KIDS под руководством российского продюсера Евгения Орлова. Во время сотрудничества был записан ремейк и снят видеоклип на советскую детскую песню «Растяпы» из к/ф «Тим Талер, или Проданный смех». Песня впервые была исполнена на телевидении во время праздничного концерта «Рождественская песенка года 2010» на телеканале Россия-1 совместно с Домиником Джокером и Егором Сесаревым. Это было дебютным выступлением Сони на телевидении. В 2011 году она представляла Россию на международном конкурсе юных исполнителей популярной музыки «Детская Новая Волна 2011», где получила приз за самое яркое представление.
Тем же летом Соня снялась в видеоклипе на песню «Девочка, девушка, женщина» Алексея Чумакова, где по сценарию исполняла роль его дочери. Во время презентации клипа Алексей Чумаков в интервью пошутил: «Если Соня споёт плохо, то я, естественно, буду оценивать её объективно и поставлю ей 10 баллов». В 2012 году она стала одной из ведущих концерта «Рождественская песенка года 2012» и конкурса «Детская Новая волна 2012» (одной из ведущих Детской Новой волны она была вплоть до 2015 года). 3 октября 2012 года состоялась интернет-премьера клипа «Мне бы петь».

### Альбомы

#### Студийные альбомы
- Мне бы петь (2013)

#### Синглы
- «Растяпы» (2010)
- «Hey Girl» (2013)
- «Мы поверим в чудеса» (2013)
- «Россия» (2015)
- «А я смогу» (2015)
- «Занзибар» (2016)

### Видеоклипы

#### Собственные клипы
| Год  | Клип                                                                      | Режиссёр       | Альбом        |
| ---- | ------------------------------------------------------------------------- | -------------- | ------------- |
| 2013 | «Мне бы петь»                                                             | Егор Абрамов   | «Мне бы петь» |
| 2013 | «С добрым утром люди»                                                     | Вера Лапшакова | «Мне бы петь» |
| 2013 | «Мы поверим в чудеса» (feat. Brandon Stone, «5sta Family», Сати Казанова) | Вера Лапшакова | Без альбома   |
| 2014 | «Hey Girl»                                                                | Вера Лапшакова | Без альбома   |
| 2015 | «Нарисую»                                                                 | Вера Лапшакова | Без альбома   |
| 2017 | «Zanzibar»                                                                | Вера Лапшакова | Без альбома   |

#### В клипах других исполнителей
| Год  | Клип                        | Режиссёр   | Исполнитель     |
| ---- | --------------------------- | ---------- | --------------- |
| 2011 | «Девочка, девушка, женщина» |            | Алексей Чумаков |
| 2012 | «Вместе Мы»                 | Илья Дуров | «5sta Family»   |